# Павильон № 48 «Овцеводство» на ВДНХ
Павильон «Овцеводство» — 48-й павильон ВДНХ, построенный в 1953 году.

## История
Павильон был построен в 1953 году по проекту архитекторов Александра Колесниченко и Григория Савинова. Здание в плане Г-образное, фасад оштукатурен, вход расположен несимметрично и украшен четырьмя пилястрами из красного кирпича, каждую из которых венчает барельефное изображение овечьей головы. Вместе с соседними павильонами «Коневодство», «Воспроизводство сельскохозяйственных животных», «Свиноводство» и «Крупный рогатый скот» входит в комплекс так называемого «Животноводческого городка» на выставке.
В экспозиции павильона демонстрировались методы выращивания овец в Советском Союзе — этой тематике был посвящён вводный зал павильона. Демонстрировались также живые овцы — около 370 голов пятидесяти различных пород, в меньшем количестве демонстрировались и козы. В настоящий момент в павильоне расположен Городской конный центр, где проводится обучение верховой езде на лошадях.